# L'Orfeo
Pour les articles homonymes, voir Orfeo et Orphée (homonymie).
L’Orfeo, favola in musica (SV 318, « Orphée, fable en musique ») est un opéra de Claudio Monteverdi sur un livret du poète Alessandro Striggio (v. 1573-1630), fils du compositeur de même nom, Alessandro Striggio (v. 1540-1592).
Après une représentation préliminaire à l'Accademia degl'Invaghiti, il fut joué le 24 février 1607, pour l'ouverture du Carnaval, au théâtre de la cour de Vincent Ier de Mantoue et redonné le 1er mars. La partition est imprimée en 1609 et rééditée en 1615 par Monteverdi lui-même, à Venise, ce qui est exceptionnel. La première représentation moderne fut donnée en 1904 dans une adaptation de Vincent d'Indy à la Schola Cantorum de Paris. D'autres travaux suivent : Ottorino Respighi, Gian Francesco Malipiero (1930), Carl Orff, Bruno Maderna et enfin Luciano Berio.

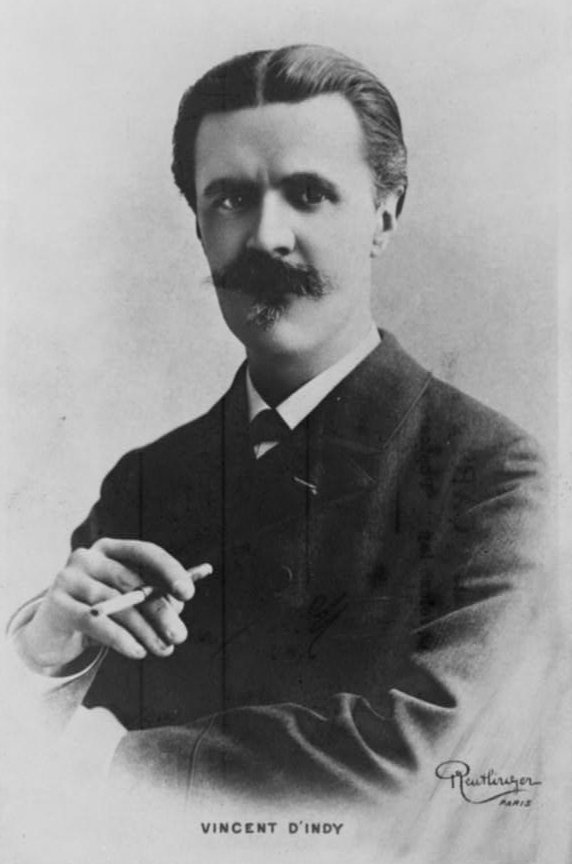
Vincent d'Indy qui recréa L'Orfeo à Paris en 1904.

Drame lyrique dont on a célébré le 400e anniversaire de la création en février 2007, L’Orfeo est l'un des premiers opéras de l’histoire de la musique, à la frontière du madrigal, dont il est en quelque sorte un développement, mis en scène.

## Argument

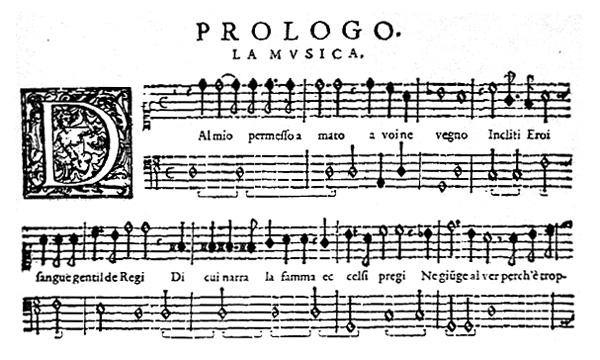
Prologue de la 1re édition.

Basé sur le mythe d'Orphée et Eurydice où le héros grec essaye de sauver sa femme des Enfers, l'opéra est composé d'un prologue et de cinq actes. 
Une toccata en ré majeur (« jouée trois fois par tout l'orchestre avant le lever du rideau » écrit Monteverdi sur la partition) ouvre l'opéra : c'est plus une fanfare d'ouverture qu'un prélude à l'œuvre.

### Prologue
La Musica (« l'esprit de la musique ») explique le pouvoir de la musique et particulièrement le pouvoir d'Orphée dont la musique était si belle qu'elle réussissait à émouvoir les dieux, charmer les hommes et les animaux, et à faire se mouvoir les arbres et les rochers…

### Acte I
Mariage d'Orphée et Eurydice, avec réjouissances

### Acte II
Tout à coup, par une messagère, Orphée apprend brutalement qu'Eurydice vient de mourir, mordue par un serpent ; il décide de tenter d'aller dans le monde souterrain, les Enfers, pour la sauver. Il chante la fragilité du bonheur (sous la forme d'un récitatif introductif suivi d'un aria) : Tu se’ morta, mia vita, ed io respiro ? (Tu es morte, ma vie, et je respire encore ?).

### Acte III
L'espoir accompagne Orphée aux portes des Enfers. Rencontrant Charon (à prononcer : Caron), le passeur des Enfers, il essaye de le subjuguer par son chant. Sans succès, il essaye à nouveau mais avec sa lyre : Rendetem'il mio ben, Tartarei Numi ! (« Rendez-moi mon bien, dieux du Tartare ! »). Charon s'endort et Orphée en profite pour entrer aux Enfers.

### Acte IV
Touchée par la musique d'Orphée, Proserpine, la reine des Enfers, épouse de Pluton, le convainc de laisser partir Eurydice. Pluton acquiesce sous une condition : Orphée ne doit pas se retourner pendant qu'Eurydice le suit sur le chemin du retour à la lumière et à la vie. Il part, Eurydice le suit, mais doutant, il se retourne et voit sa femme disparaître. Découragé, il retourne sur Terre.

### Acte V
Accablé de chagrin, Orphée est emmené au ciel par son père Apollon et devient immortel, à l'égal des dieux. Il pourra voir Eurydice dans les étoiles. Le chœur chante la gloire d'Orphée.

## Distribution

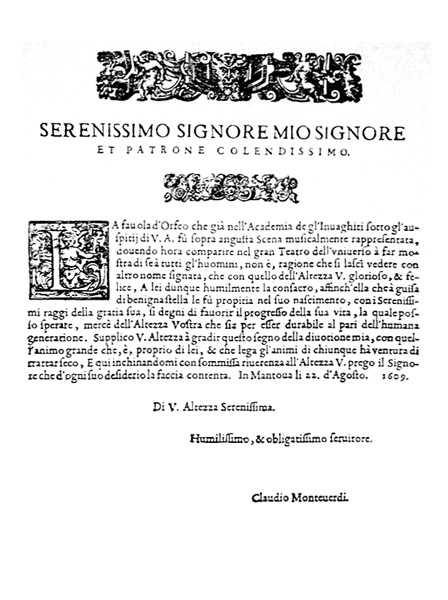
L'Orfeo. Dédicace à Francesco Gonzaga, 1re édition.

Le créateur du rôle de la Musica est le célèbre castrat florentin Giovan Gualberto Magli, élève de Caccini. Il chanta aussi les rôles de Proserpina et peut-être de Speranza. Il était, aux yeux du prince Francesco Gonzaga (François de Gonzague), la vedette du spectacle, ce qui ne manque pas d'étonner quand on sait l'importance du rôle d'Orphée en comparaison de ces trois personnages. Le ténor virtuose Francesco Rasi interpréta le rôle-titre. Au castrat soprano Girolamo Bacchini revenait l'interprétation du bref rôle d'Eurydice. Le reste de la distribution d'origine nous est inconnu.
- La Musica (La Musique), castrat, aujourd'hui chanté par un soprano.
- Orfeo (Orphée), ténor.
- Euridice (Eurydice), castrat travesti, aujourd'hui chanté par un soprano.
- Messaggiera (la Messagère), castrat travesti, aujourd'hui chanté par un soprano.
- Speranza (L'Espérance), castrat, aujourd'hui chanté par un soprano.
- Caronte (Charon), basse.
- Proserpina (Proserpine), castrat travesti, aujourd'hui chanté par un soprano.
- Plutone (Pluton), basse.
- Apollo (Apollon), ténor.
- Coro di Ninfe e Pastori (Chœur de nymphes et de bergers), chœur et soli.
- Coro di Spiriti (Chœur d'esprits infernaux), chœur et soli.
- Choro de Pastori, che fecero la moresca nel fine (Chœur de bergers, pour la moresque à la fin)

## L'orchestre de Monteverdi
Ce qui suit est une liste des instruments utilisés lors de la première représentation de L'Orfeo à Mantoue en 1607 ; elle se trouve sur la seconde page du livret original (Venise, 1609, seconde édition 1615). Monteverdi requiert parfois une orchestration légèrement différente de celle présente sur la liste.

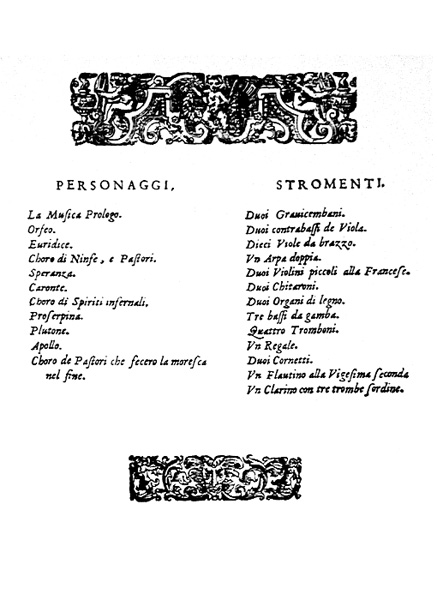
Liste des instruments et personnages, 1re édition, 1609.

Duoi Gravicembani - « deux clavecins ». Gravicembani (ou gravicembali) est une corruption de clavicembali, le terme italien pour les instruments tels que les clavecins, les épinettes, etc ;
Duoi contrabassi de Viola - « deux violes de gambe contrebasses » ;
Dieci Viole da brazzo - « dix violes da braccio » (littéralement : violes de bras) ;
Un Arpa doppia - « une harpe double », c'est-à-dire une harpe à double rang de cordes ;
Duoi Violini piccoli alla Francese - « deux petits violons à la française ». Selon le Grove Dictionnary, deux pochettes ;
Duoi Chitaroni - « deux chitarrones ». Le chitarrone est un grand luth grave utilisé pour le continuo ;
Duoi Organi di legno - « deux orgues [à tuyauterie] de bois » ;
Tre bassi da gamba - « trois basses da gamba ». Trois basses de viole ;
Quattro Tromboni - « quatre trombones ». L'orchestration précise cinq trombones ;
Un Regale - « un régale » (un orgue régale, au son bien particulier), ici utilisé pour décrire les Enfers ;
Duoi Cornetti - « deux cornets à bouquin ». Le cornet est un instrument intermédiaire entre les bois et les cuivres, au son mi-hautbois, mi-trompette. Dans l'école vénitienne on aimait l'allier aux trombones, pour jouer la partie aiguë. Il est chromatique ;
Un Flautino alla Vigesima seconda - « une petite flûte à bec à la vingt-deuxième » (donc sonnant trois octaves au-dessus de la note écrite) ;
Un Clarino con tre trombe sordine - « un « clarino » [trompette naturelle très aiguë] avec trois trompettes munies de sourdine ».
C'est l'un des premiers exemples d'un compositeur qui assigne des rôles spécifiques aux instruments. Certes, l'école vénitienne le faisait déjà depuis environ deux décennies, mais l'orchestration de L'Orfeo est particulièrement explicite.

## Analyse
Il y a une incertitude sur une possible altération, de la part de Monteverdi, de la fin écrite par Striggio, selon laquelle Apollon accompagnait son fils au ciel. En effet, dans le livret de Striggio, Orphée meurt, atrocement lacéré par des Ménades qui, voyant qu'il s'est détourné des femmes, décident de le tuer. Ce dénouement tragique n'était pas du goût de l'époque : Monteverdi et Striggio durent modifier la fin. Certes, Orphée ne retrouve pas Eurydice mais il est emmené par Apollon. D'ailleurs, la moresca (la moresque) finale, une danse du ballet céleste, contient des réminiscences de la première fin (analyse du chef d'orchestre Nikolaus Harnoncourt, d'après le livret de l’Orfeo dans l'enregistrement de 1968 avec Harnoncourt et le Concentus Musicus Wien, chez Teldec).

## Langage musical
L'Orfeo de Monteverdi marque un tournant dans l'histoire de la musique et symbolisera la frontière entre la Renaissance et l'époque baroque.
Il est représentatif d'un nouveau style, la monodie accompagnée, où le chant des différents personnages est soutenu par une basse développant des accords. Celle-ci est appelée le continuo (ou basso continuo), en français la « basse continue », en allemand le Generalbass.
Avec les premiers opéras, genre promis à un grand développement, la lecture d'ensemble devient donc franchement verticale et n'est plus pensée de manière horizontale, comme c'était le cas depuis des siècles dans la polyphonie et le contrepoint (chez Monteverdi et chez d'autres, le verticalisme s'était d'abord développé dans les madrigaux, qui passèrent progressivement d'un style à l'autre, sans exclusive pour le premier ou le second).
Il n'y a aucun lien à établir avec l'harmonisation à plusieurs voix de la mélodie d'un choral luthérien. Cette forme musicale (le choral) existait depuis le XVIe siècle et constituait la base de la musique liturgique voulue et même composée par Martin Luther, réformateur religieux allemand. Les harmonisations de ces mélodies prennent l'aspect d'une polyphonie chorale pouvant être chantée par l'assemblée. Elles sont donc souvent simples et homophoniques, mais elles sont encore pensées horizontalement.

## Style et forme
L'Orfeo est connu pour son pouvoir dramatique et son instrumentation animée. L'œuvre est basée sur la monodie accompagnée, mode d'écriture amenant un style nouveau, appelé à un grand avenir : les lignes mélodiques principales, clairement caractérisées en fonction des personnages ou des situations, sont situées, non plus à la teneur (la partie que nous appelons ténor) comme c'était souvent le cas dans la musique polyphonique, mais elles apparaissent maintenant (c'était le cas de plus en plus souvent à l'époque) à la partie supérieure de l'ensemble (que ce dernier soit à dominante vocale ou bien uniquement instrumental lors des interventions de l'orchestre). De la sorte, les personnages apparaissent clairement, ce qui n'aurait pas pu se produire à l'intérieur d'un tissu polyphonique dense. Avec cet opéra, Monteverdi devint, sinon le premier, du moins un des principaux créateurs d'une nouvelle forme musicale : le « dramma per musica » ou action théâtrale en musique. C'est aussi un élément d'individualisme moderne qui s'affirme.
Cette idée d'œuvres dramatiques entièrement chantées vient d'une volonté (en fait, à nos yeux, d'une tentative) de faire renaître le théâtre grec antique, dont on sait qu'il était chanté, mais dont on n'a guère conservé la musique.
Les opéras de Monteverdi sont souvent classées dans le « pré-baroque ». La musique d'Italie du Nord à l'époque était en transition entre le style de la fin de la Renaissance et le début du baroque. Les compositeurs modernistes, dont Monteverdi, mélangeaient les styles des importants centres de créativité musicale, comme Florence, Venise et Ferrare.

## Discographie sélective
- Le Concentus Musicus Wien dirigé par Nikolaus Harnoncourt - avec Cathy Berberian, Nigel Rogers, Max van Egmond, Lajos Kozma, Rotraud Hansmann (1968, Teldec)
- Coro Antonio il Verso et Ensemble Elyma dirigés par Gabriel Garrido - avec Adriana Fernandez, Gloria Banditelli, Victor Torres, Maria Cristina Kiehr (1996, K617)
- Le Concert d'Astrée dirigé par Emmanuelle Haïm - avec Ian Bostridge, Natalie Dessay, Véronique Gens, Alice Coote, Richard Burkhard, Lorenzo Regazzo, Pascal Bertin, Patrizia Ciofi (2004, Virgin Veritas)
- Le Concerto Italiano dirigé par Rinaldo Alessandrini - avec Antonio Abete, Sergio Foresti (2007, Opus 111)
- L'ensemble I Gemelli dirigé par Emiliano Gonzalez Toro (2020, Naive)[9].
- Cappella Mediterranea et le Chœur de chambre de Namur, dirigés par Leonardo García-Alarcón - avec Valerio Contaldo, Mariana Flores, Giuseppina Bridelli, Ana Quintans (2021, Alpha)